# موزه هدایای ریاست‌جمهوری خامنه‌ای
موزه هدایای ریاست جمهوری خامنه‌ای مکانی است در خیابان پاستور تهران که در سال ۱۳۶۲ جهت نگهداری هدایای ریاست جمهوری گشایش یافت. در دوران وی ۴۴۶ هدیه شامل ۲۶۷ هدیه نفیس از مردم و ۱۷۹ هدیه از مقامات خارجی در این محل قرار گرفت. این موزه برای بازدید عموم در دسترس نیست.